# Kontinkangas
Kontinkangas ist ein Stadtteil von Oulu, Finnland mit etwa 660 Einwohnern 2014 und etwa 9000 Erwerbstätigen (2011). Die meisten der Angestellten sind in Gesundheits- und Bildungseinrichtungen beschäftigt, überwiegend in der Universität Oulu.